# Schamseddin-Kulal-Mausoleum

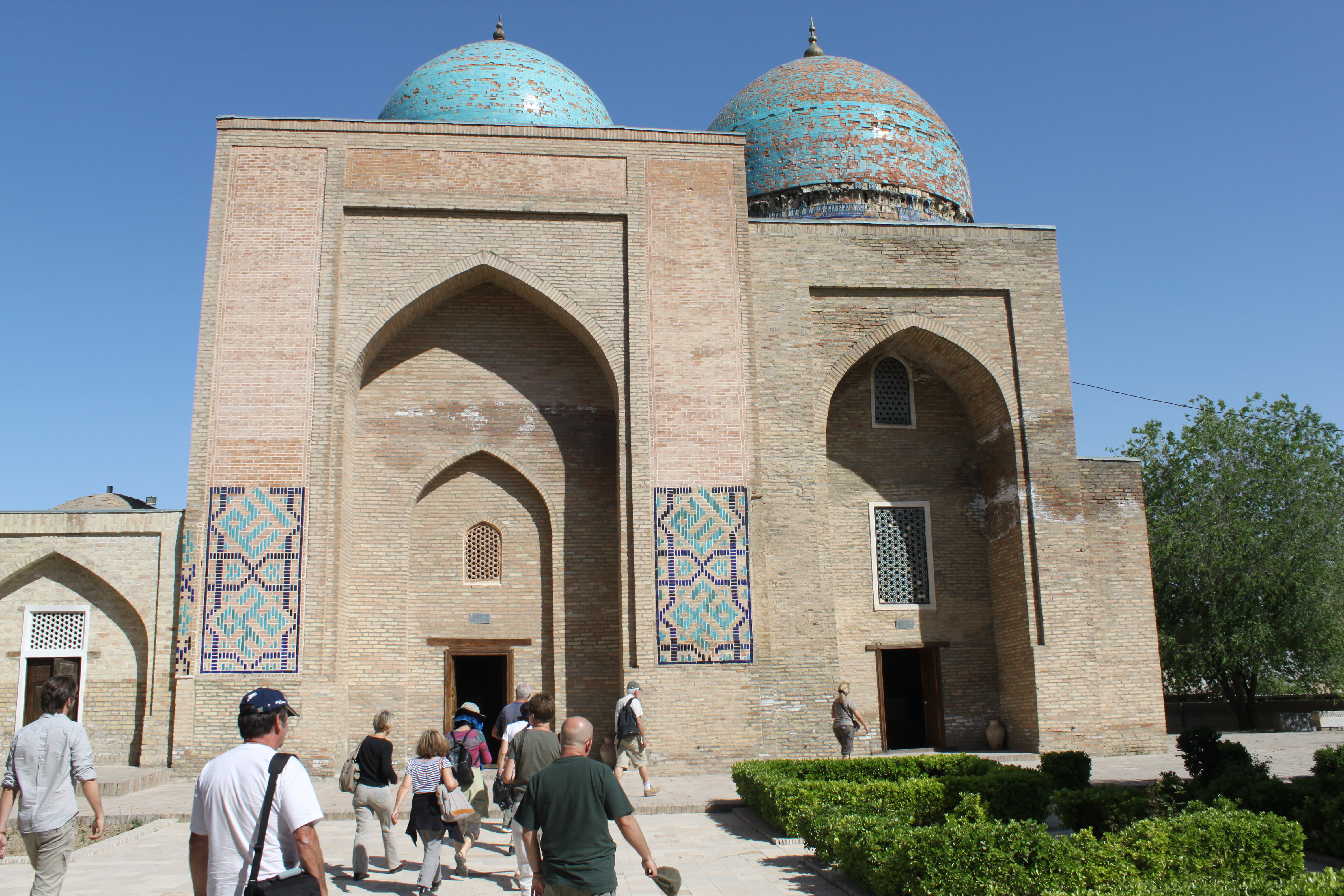
Frontalansicht der beiden Mausoleen, links das Schamseddin-Kulal-Mausoleum

Das Schamseddin-Kulal-Mausoleum ist ein Gebäude in der usbekischen Stadt Shahrisabz, das im Auftrag des zentralasiatischen Herrschers Timur für den Gelehrten Schamseddin Kulal erbaut wurde.

## Historischer Kontext
Das Schamseddin-Kulal-Mausoleum ist eines von vielen prachtvollen Gebäuden aus der Regierungszeit Timurs, die in Shahrisabz erhalten sind. Der Grund für diese architektonischen Bemühungen unter Timur im 14. Jahrhundert war die Tatsache, dass Shahrisabz, das damalige Kesch, Timurs Geburtsstadt ist. Aufgrund dessen war Timur bestrebt, Shahrisabz zu einer prachtvollen Stadt und zur Hauptstadt seines Reiches auszubauen. Im Zuge dieser Bemühungen entstanden zahlreiche Bauwerke, darunter Oq Saroy, ein Palast Timurs, von dem heute nur noch Ruinen erhalten sind.

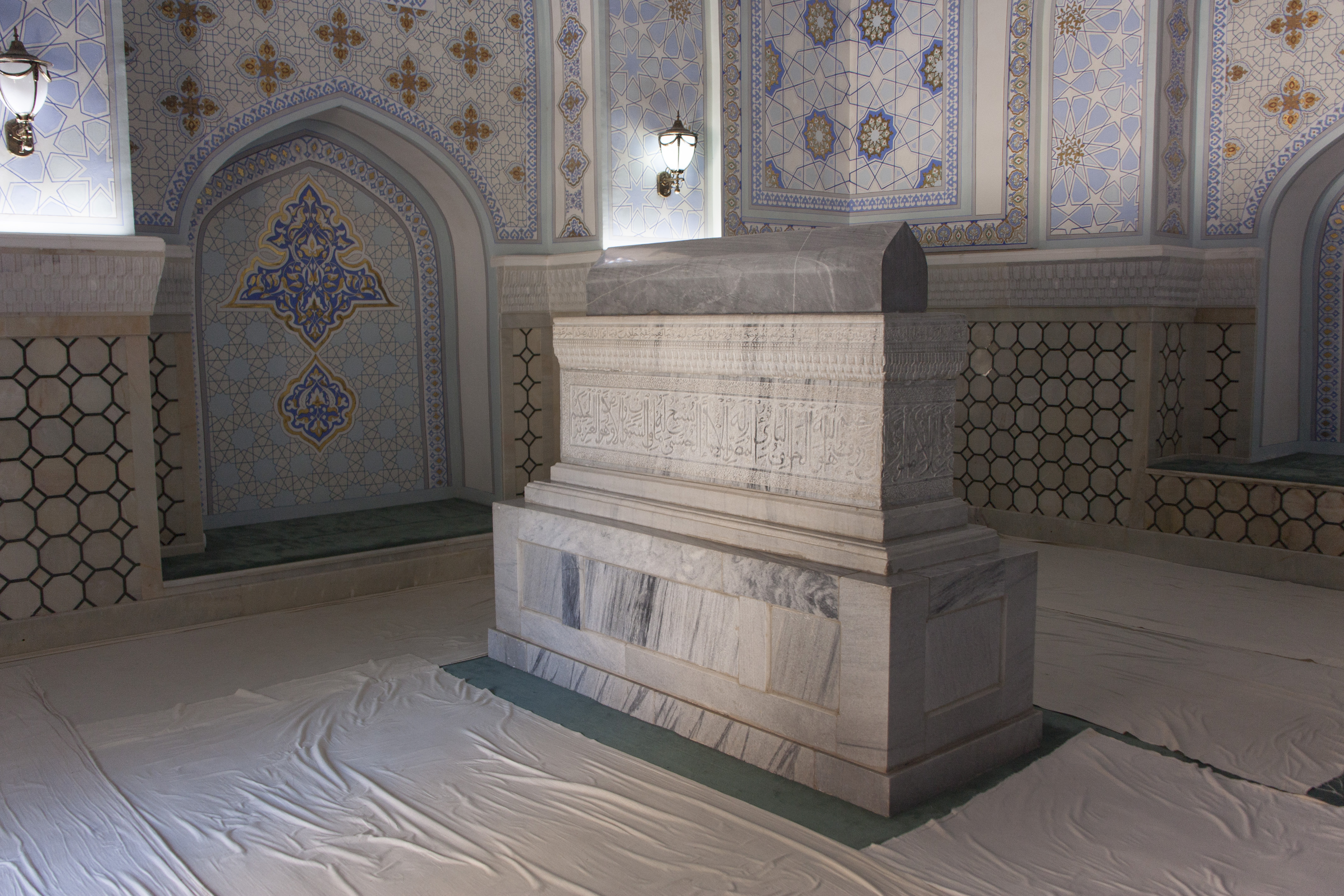
Grabraum des Mausoleums

Schamseddin Kulal war ein islamischer Gelehrter und spiritueller Anführer eines Sufi-Ordens. Er war Berater von Timurs Vater Taragai und Lehrer des bekannten Sufis Baha-ud-Din Naqschband. Für Timur war er ein wichtiger spiritueller Lehrer und Mentor. Die Bedeutung Schamseddin Kulals für Timur zeigt sich darin, dass Timur das Mausoleum Kulals und das seines Vaters Taragai als ein Ensemble in Sharisabz errichten ließ, um seines biologischen und seines spirituellen Vaters zu gedenken. Das Mausoleum für Schamseddin Kulal wurde im Jahr 1373 im Auftrag von Timur, der bis zu seinem Tod im Jahr 1405 Herrscher über ein riesiges Reich in Vorder- und Zentralasien blieb, fertiggestellt.

## Beschreibung

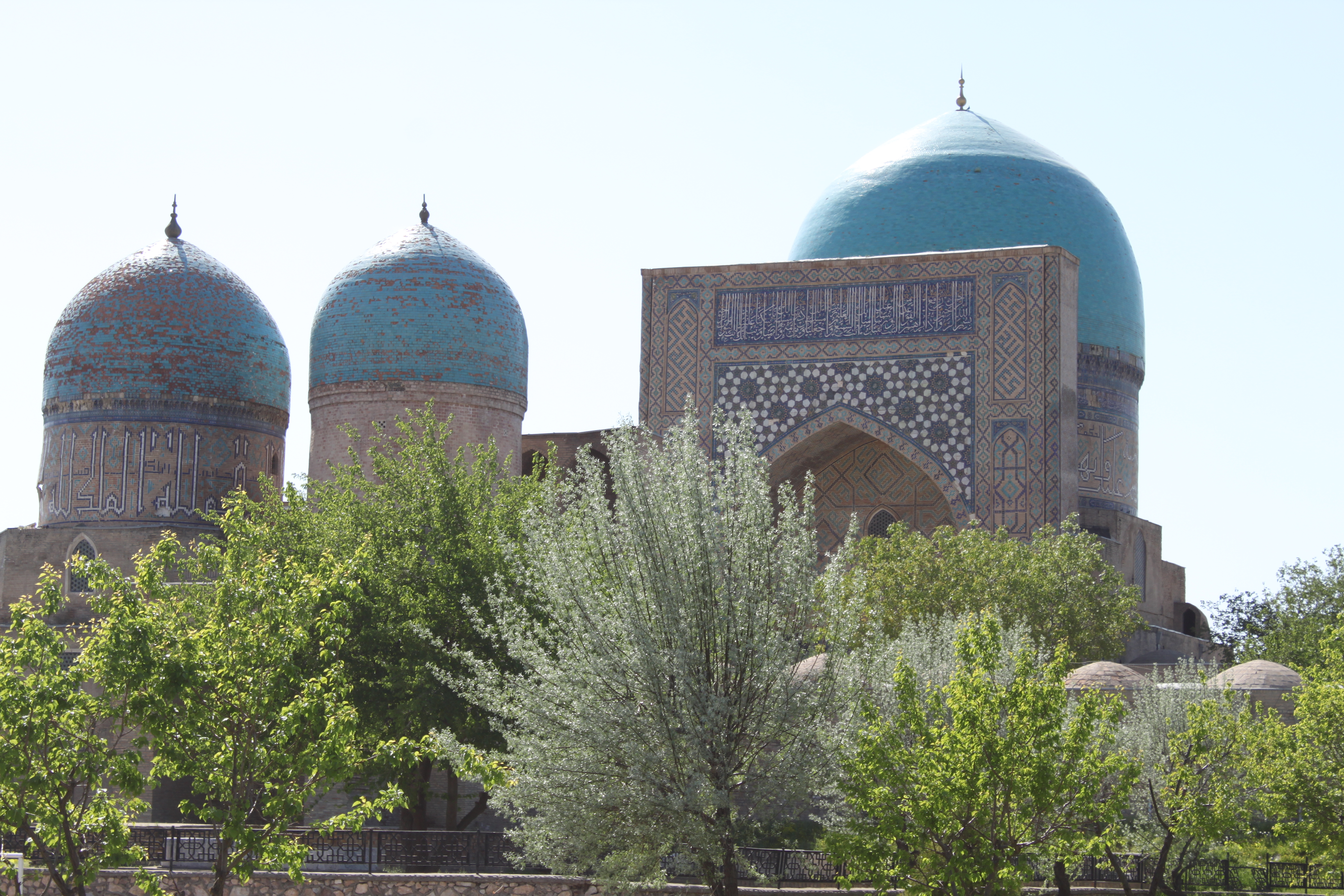
Blick auf die Kuppeln des Dorut-Tilavat-Komplexes

Das Mausoleum besteht aus einem rechteckigen Grabraum mit den Maßen 12,1 mal 10,6 Meter. Der Haupteingang des Mausoleums ist in Form eines Pischtaks gestaltet, der ursprünglich reich mit Fliesen verziert war, heute sind nur noch Teile der großflächigen Muster zu erkennen. Das Dach des Mausoleums bildet eine blau glasierte Kuppel. Im Grabraum befindet sich ein Sarkophag aus Marmor, in dem sich Schamseddin Kulals letzte Ruhestätte befindet.
Nach seiner Erbauung war das Mausoleum von allen vier Seiten erreichbar. Dies änderte sich 1420, als Ulugh Beg ein weiteres Mausoleum unmittelbar seitlich an das Schamseddin-Kulal-Mausoleum anbauen ließ. Gemeinsam mit der Gök-Gumbas-Moschee bilden diese beiden Mausoleen den Dorut-Tilavat-Komplex und damit eines der bekanntesten architektonischen Ensembles der Stadt.

## Heutige Bedeutung
Das Mausoleum ist bis heute ein bedeutender Wallfahrtsort geblieben. Zahlreiche Pilger besuchen das Mausoleum des berühmten Sufi-Gelehrten und erbitten sich von ihm Trost und Hilfe. Als Teil des Historischen Zentrums von Shahrisabz ist das Schamseddin-Kulal-Mausoleum heute als UNESCO-Weltkulturerbe geschützt. Seit 2016 ist diese Welterbestätte auf der Roten Liste des gefährdeten Welterbes eingetragen, da touristische Infrastruktur und der Bau moderner Einrichtungen Schäden an den historischen Bauwerken verursachten.